# Joachim Illmer
Joachim Illmer, född 29 juni 1909 i Ballenstedt, död 2005, var en tysk promoverad jurist, Oberregierungsrat och SS-Obersturmbannführer. Han var 1943–1945 kommendör för Sicherheitspolizei (Sipo) och Sicherheitsdienst (SD) i distriktet Radom i Generalguvernementet. Illmer hade dessförinnan tjänstgjort vid Gestapo i Prag och Dortmund.

## Befordringar
- SS-Hauptsturmführer und Kriminalrat: 9 november 1938
- SS-Sturmbannführer und Regierungsrat: 9 november 1939
- SS-Obersturmbannführer und Oberregierungsrat: 9 november 1943